# 新皇太后清真寺
新皇太后清真寺（土耳其語：Yeni Valide Camii）是一座奥斯曼帝国清真寺，位于土耳其伊斯坦布尔的于斯屈达尔区的码头（iskele）路。它建于1708年到1710年，苏丹艾哈迈德三世的母亲修建。建筑的主体部分为正方形，顶部是一个扁平的主圆顶和四个半圆顶。这座清真寺有两个尖塔，每个有两个阳台。清真寺内的书法是穆罕默德·爱芬迪的作品。

## 相关图片

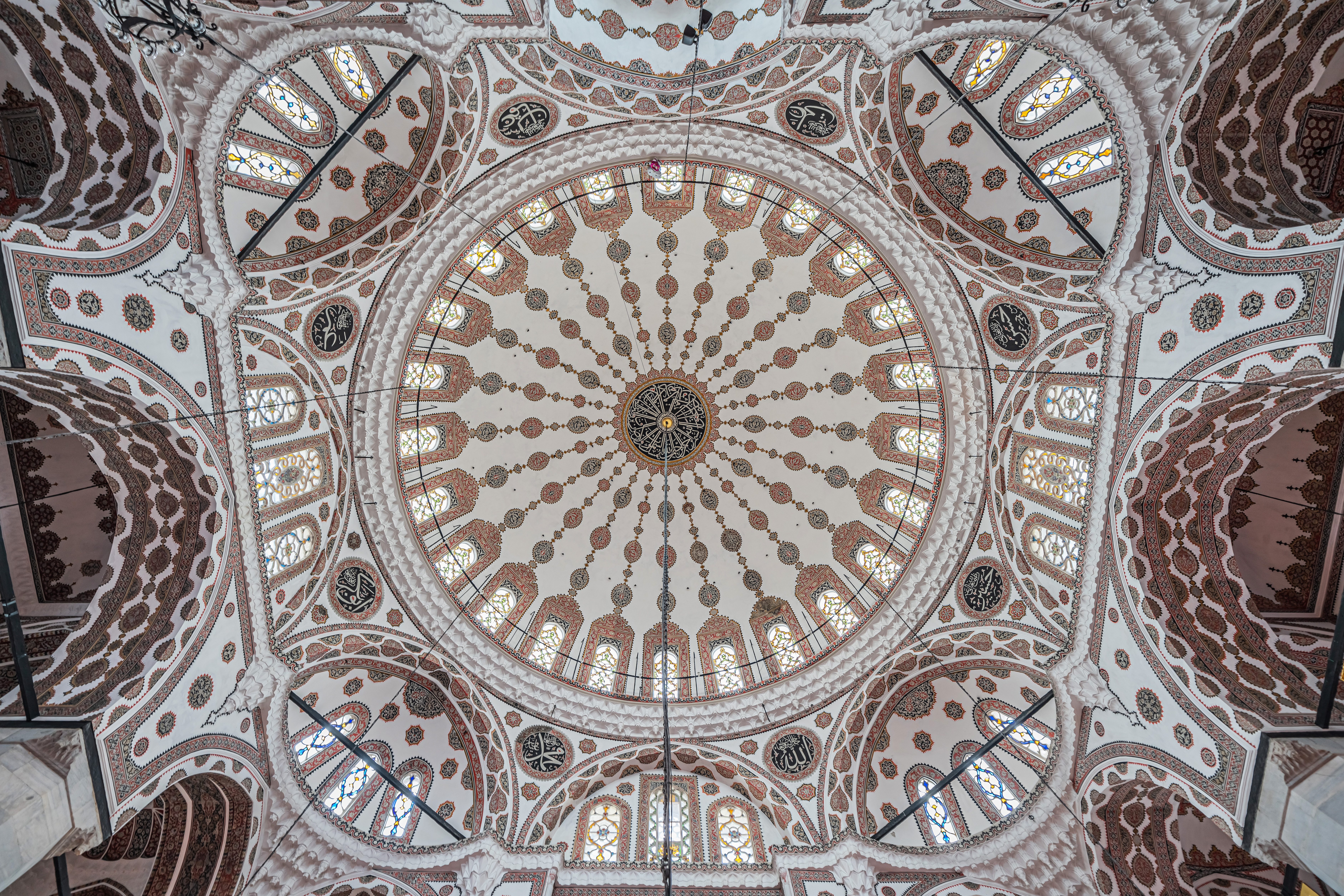
内部